# Limnophila platyna
Limnophila platyna là một loài ruồi trong họ Limoniidae. Chúng phân bố ở miền Australasia.